# Allan Mauduit
 (janvier 2019).
Si vous disposez d'ouvrages ou d'articles de référence ou si vous connaissez des sites web de qualité traitant du thème abordé ici, merci de compléter l'article en donnant les références utiles à sa vérifiabilité et en les liant à la section « Notes et références ».
Pour les personnes ayant le même patronyme, voir Mauduit.
Allan Mauduit est un réalisateur et scénariste français.

## Filmographie

### Comme réalisateur
- 2019 : Rebelles

### Comme coréalisateur
- 2005 : Patiente 69 de Jean-Patrick Benes et Allan Mauduit (court métrage)
- 2006 : Chair fraîche  de Jean-Patrick Benes et Allan Mauduit (court métrage)
- 2008 : Vilaine  de Jean-Patrick Benes et Allan Mauduit
- 2012 : Kaboul Kitchen d'Allan Mauduit et Jean-Patrick Benes (série tv)

### Comme scénariste
- 2008 : Les Dents de la nuit de Stephen Cafiero et Vincent Lobelle
- 2016 : Arès de Jean-Patrick Benes